# Малка овесарка
Малката овесарка (Emberiza pusilla) е птица от семейство Чинкови (Fringillidae). Среща се и в България.

## Физически характеристики
Малката овесарка е с дължина. 12-13,5 cm. Има кафяв гръб със силно изразени тъмни кафяво – черни ивици. Отдолу е белезникава с тъмно кафяви надлъжни ивици. Прилича на малката женска тръстикова овесарка, но има черни ивици и по главата и бял пръстен около окото. Няма полов диморфизъм.

## Начин на живот и хранене
Нейната естествена храна се състои от насекоми, когато храни малките си, иначе и от семена.